# PBZ Zagreb Indoors 2012
PBZ Zagreb Indoors 2012 — тенісний турнір, що проходив на кортах з твердим покриттям у місті Загреб, Хорватія з 30 січня . Належав до категорії ATP World Tour 250.

## Фінальна частина

### Одиночний розряд
Михайло Южний —  Лукаш Лацко 6–2, 6–3

### Парний розряд
Маркос Багдатіс /  Михайло Южний —  Іван Додіг /  Мате Павич 6–2, 6–2